# Forn de totxo Mas de la Bossa I
El Forn de totxo Mas de la Bossa I és una obra de Garcia (Ribera d'Ebre) inclosa a l'Inventari del Patrimoni Arquitectònic de Catalunya.

## Descripció
Es tracta d'un forn en bon estat de conservació. El parament està fet a partir de pedra irregular disposada de manera no uniforme. El capell s'ha perdut però es conserven els murs perimetrals i la boca del forn, tot i que està tapiada.
Pel que fa a l'espai interior, està fet a partir de maons disposats en filades i arrebossats. L'olla presenta vegetació i restes del parament.